# Daniel Ramada
Daniel Ramada (16. rujna 1950.) urugvajski je bogoslov (teolog) i diplomat.
Od 2011. je veleposlanik Svete stolice u Urugvaju.
Istaknuti je promicatelj zajedništva i jedinstva kršćana, pa često sudjeluje na ekumenskim susretima širom svijeta.